# Tondi, Tallinn
Tondi är en stadsdel i distriktet Kristiine i Estlands huvudstad Tallinn.